# Lukács Tihamér
Lukács Tihamér (Csíkszereda, 1980. július 18. –) magyar labdarúgó, jelenleg a SV Eberau játékosa.
Habár erdélyi születésű az általános iskolát már Körmenden végezte.
A 2006–2007-es szezonban Pécsen nyújtott játékával került be a köztudatba, akkor a kiesés ellen harcoló csapat egyik legjobbja volt. Gólt lőtt a Tatabányának, a Fehérvárnak, a Honvédnak és a Kaposvárnak is.
Miután csapata kiesett magas bérigényei miatt új csapatot kellett keresnie magának.
Próbajátékra a ZTE-hez került, amelyben a Rapid Wien elleni meccsen gólt is lőtt. Játéka elnyerte a csapat vezetőinek tetszését, hároméves szerződést írtak alá vele.
Új csapatában bajnoki mérkőzésen először a DVSC ellen elvesztett mérkőzésen lépett pályára, 6 perc erejéig.
A csapat következő mérkőzésén azonban kezdő volt és ezt góllal hálálta meg a Kaposvár  elleni Ligakupa mérkőzésen. Az idény során a magyar bajnokságban 8 mérkőzésen jutott szóhoz (hatszor csereként), 208 percet töltött a pályán, a Ligakupában 10 mérkőzésen 4 gólt szerzett, míg az NB III Bakony-csoportjában 5 mérkőzésen lépett pályára (432 perc).
2008 januárjában egy évre kölcsönben került a bolgár Vihren Szandanszki csapatához, ahol négy bajnoki gólt szerzett 2175 pályán töltött perc alatt.
2009-ben fél évet töltött az orosz másodosztályban szereplő FK Nyizsnyij Novgorod csapatában, ahol 7 bajnoki mérkőzésen 1 gólt szerzett. Csapata a 13. helyen végzett.
2003-ban a Berzsenyi Dániel Főiskolán testnevelés szakos diplomát szerzett.
Jelenleg a Josefinum Eberau Testnevelés tanára.